# Thad McCotter
Thad McCotter, właśc. Thaddeus George McCotter (ur. 22 sierpnia 1965) – amerykański polityk, członek Partii Republikańskiej. W latach 2003–2012 był przedstawicielem jedenastego okręgu wyborczego w stanie Michigan do Izby Reprezentantów Stanów Zjednoczonych.